# جراحی دامپزشکی

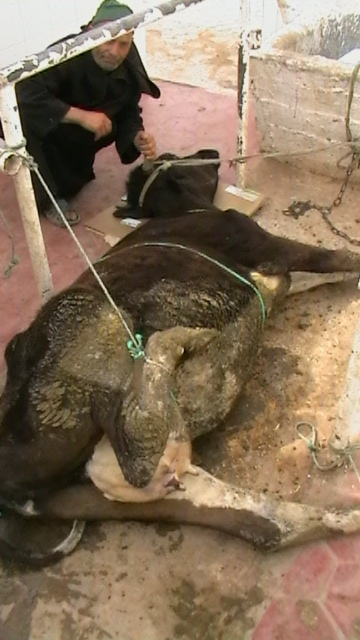
آماده‌سازی گاو برای جراحی پستان در شرایط مزرعه: مهار فیزیکی با مجموعه‌ای از طناب‌ها در کنار آرام‌بخشی با زایلازین ضروری است.

جراحی دامپزشکی ، جراحی‌ای است که توسط دامپزشکان بر روی حیوانات غیرانسانی انجام می‌شود و به سه دسته کلی تقسیم می‌شود: ارتوپدی (استخوان‌ها، مفاصل، عضلات)، جراحی بافت نرم (پوست، حفره‌های بدن، سیستم قلبی عروقی، دستگاه گوارش/ادراری/تنفسی) و جراحی مغز و اعصاب. اعمال جراحی پیشرفته مانند تعویض مفصل (تعویض کامل مفصل ران، زانو و آرنج)، ترمیم شکستگی، تثبیت نقص رباط صلیبی جمجمه، جراحی انکولوژیک (سرطان)، درمان فتق دیسک، اعمال پیچیده دستگاه گوارش یا ادراری تناسلی، پیوند کلیه، پیوند پوست، مدیریت زخم‌های پیچیده و اعمال کم تهاجمی ( آرتروسکوپی ، لاپاراسکوپی ، توراکوسکوپی ) توسط جراحان دامپزشکی (طبق صلاحیت قانونی خود) انجام می‌شود. 
اکثر دامپزشکان عمومی، جراحی‌های روتین مانند عقیم‌سازی و برداشتن توده‌های کوچک را انجام می‌دهند. برخی نیز اعمال جراحی اضافی انجام می‌دهند.
هدف جراحی دامپزشکی ممکن است در حیوانات خانگی و حیوانات مزرعه کاملاً متفاوت باشد. در مورد اول، وضعیت بیشتر به انسان نزدیک است، جایی که سود بیمار عامل مهم است. در مورد دوم، سود اقتصادی اهمیت بیشتری دارد.

## تخصص در جراحی
در ایالات متحده، کانادا و اروپا ، جراحی دامپزشکی یکی از 22 تخصص دامپزشکی است که توسط انجمن پزشکی دامپزشکی آمریکا  و به ترتیب توسط هیئت تخصصی دامپزشکی اروپا  به رسمیت شناخته شده است. کسانی که مایل به اخذ گواهینامه بورد هستند، باید یک دوره کارآموزی بالینی یک ساله را پشت سر بگذارند و به دنبال آن سه سال آموزش فشرده در یک برنامه رزیدنتی تحت نظارت مستقیم جراحان دامپزشکی دارای گواهینامه بورد، از جمله انجام تعداد زیادی از اعمال جراحی در دسته‌هایی مانند جراحی شکم ، درمان جراحی بدشکلی‌های زاویه‌ای اندام، جراحی آرتروسکوپی ، جراحی پا، تثبیت شکستگی، جراحی چشم ، جراحی ادراری تناسلی و جراحی دستگاه تنفسی فوقانی و غیره را بگذرانند. پس از برآورده شدن حداقل الزامات آموزشی، رزیدنت‌ها موظفند قبل از پذیرش به عنوان عضو (دیپلمات) کالج جراحان دامپزشکی آمریکا  یا کالج جراحان دامپزشکی اروپا، یک آزمون صدور گواهینامه دقیق را پشت سر بگذارند. 